# Ateleia
Ateleia (gr. ἀτέλεια) – w starożytnej Grecji zwolnienie od świadczeń na rzecz państwa, przede wszystkim od płacenia podatków. Prawo to nadawane było głównie cudzoziemcom, rzadziej obywatelom danej polis.